# Vincenz Maria von Kolowrat-Liebsteinsky
Vincenz Maria Joseph von Kolowrat-Liebsteinsky (* 11. Mai 1750 in Czernikowitz, Königgrätzer Kreis, Böhmen; † 7. Dezember 1824 in Wien) war ein österreichischer Feldzeugmeister während der Koalitionskriege und Großprior des Johanniterordens.

## Leben
Vincenz Maria Graf von Kolowrat war Angehöriger des Hauses Kolowrat. Seine Eltern waren Franz Joseph von Kolowrat-Liebsteinsky und Maria Karolina von Waldstein. Er wurde im Alter von fünf Jahren im Malteser-Orden aufgenommen und am 6. Januar 1756 als wirklicher Ordensritter eingeschworen und legte im März 1776 das Gelübde ab.

### Militärische Karriere
Am 6. Februar 1768 trat er in das Kaiserlich-österreichische Infanterie-Regiment Nr. 19 ein und wurde bereits am 27. März 1769 zum Hauptmann befördert.
Nach seiner Teilnahme am Bayerischen Erbfolgekrieg im Infanterie-Regiment Nr. 7 wurde er am 2. Juni 1782 zum Major befördert. Bei Ausbruch des Krieges gegen die Türken wurde er am 1. April 1788 zum Oberstleutnant im 2. Banal-Regiment befördert.
Beim Sturmangriff auf Novi Sad am 3. Oktober 1788 wurde er am linken Arm verwundet. Am 6. Juni 1789 wurde er wegen dieser Waffentat zum Oberst und Kommandeur des Infanterie-Regiments Nr. 59  ernannt. In der Schlacht bei Calafat am 26. Juni 1790 tat er sich besonders hervor, so dass er am 19. Dezember 1790 mit dem Ritterkreuz des Maria-Theresien-Ordens ausgezeichnet wurde.

### In den Koalitionskriegen
Zu Beginn des Ersten Koalitionskrieges diente er ab dem Frühjahr 1793 bei der Hauptarmee unter Feldmarschall Prinz Josias von Sachsen-Coburg in den österreichischen Niederlanden. Am 22. Oktober 1793 zeichneten sich seine Truppen im Treffen von Cysoing aus. Seit 1. Januar 1794 zum Generalmajor (Rang vom 22. Dezember 1793) aufgestiegen, kommandierte er in der Schlacht bei Fleurus 1794 eine Brigade der Division des FML Baillet de Latour. Im Feldzug von 1796 zeichnete er sich unter Erzherzog Karl weiterhin aus.
Nach der Schlacht von Würzburg (2. September) mit seiner Division an die Lahn vorgehend drängte er den Gegner am linken Ufer bei Limburg siegreich zurück. Diese tapfere Tat brachte ihn am 18. August 1801 das Kommandeurskreuz des Maria-Theresien-Ordens ein dem am 28. Februar 1797 seine Beförderung zum Feldmarschallleutnant nachfolgte.
Im Zweiten Koalitionskrieg kommandierte er das Reservekorps unter Erzherzog Karl. Seine Truppen kämpften 1799 in der Schlacht bei Ostrach (21. März 1799) und bei Stockach (25. März 1799). Während des Frühjahrs-Feldzuges von 1800 kämpft er mit seinen Grenadieren unter Feldzeugmeister von Kray in den Schlachten von Engen (3. Mai), Messkirch (5. Mai) und beim zweiten Treffen von Biberach (9. Mai). Unter Erzherzog Johann kommandierte er eine Division, die an der Niederlage in der Schlacht bei Hohenlinden (3. Dezember 1800) großen Anteil hatte. Nach dem Frieden von Lunéville erhielt er am 8. Mai 1801 die Inhaberschaft über das Infanterie-Regiment Nr. 11 übertragen.

### Kommandierender General in Ungarn und Prag
Im Jahr 1805 wurde er zum kommandierenden General in Siebenbürgen ernannt und am 16. September 1808 zum Feldzeugmeister befördert.
In den Befreiungskriegen war er von 1810 bis 1815 kommandierender General von Ungarn. Bis Anfang 1823 war er kommandierender General in Prag, dann wurde er Kapitän der kaiserlichen Trabantengarde in Wien, wo er im Dezember 1824 sein Leben im Alter von 75 Jahren beschloss. Kolowrat war am Schluss seines Lebens auch geheimer Rat, mit seinem Neffen, dem Staatsminister Franz Anton von Kolowrat-Liebsteinsky ist der Mannesstamm seiner Linie erloschen. Noch im Jahr 1823 wurde er mit dem Orden vom Goldenen Vließ ausgezeichnet.